# Aalje Post
Aalje Post (Usquert, 24 april 1918 – Roden, 22 januari 2003) was een Nederlands politicus van de PvdA.

## Biografie
Hij werd geboren als zoon van een landarbeider. Zelf ging hij na de middelbare school werken bij de gemeentesecretarie in zijn geboorteplaats. Na werkzaam te zijn geweest bij de provinciale griffie van Groningen trad hij in dienst bij de gemeente Termunten waar hij het bracht tot gemeentesecretaris. Midden 1950 ging hij diezelfde functie vervullen bij de gemeente Oude Pekela. Nadat de Groningse burgemeester Jan Tuin terugtrad als lid van de Provinciale Staten van Groningen volgde Post hem in 1960 op als Statenlid. In 1962 gaf Post zijn functie van gemeentesecretaris van Oude Pekela op om lid te worden van de Gedeputeerde Staten van Groningen wat hij zestien jaar zou blijven. Daarnaast was hij vanaf 1977 gedurende vier jaar lid van de Eerste Kamer. Hij was voorzitter van de Streekraad Oost-Groningen voor de intussen 67-jarige Post in januari 1986 werd benoemd tot waarnemend burgemeester van Scheemda. Vanwege een gemeentelijke herindeling die rond 1988 verwacht werd, was er gekozen voor het benoemen van een waarnemend burgemeester maar toen die herindeling uitbleef werd Jan Leegwater daar in januari 1990 benoemd tot burgemeester. Begin 2003 overleed Post op 84-jarige leeftijd.
- Biografisch Portaal: 52350925
- Parlement.com: vg09llidckc8